# Liste der Kulturdenkmale in Kiel-Schreventeich
In der Liste der Kulturdenkmale in Kiel-Schreventeich sind alle Kulturdenkmale des Stadtteils Schreventeich der schleswig-holsteinischen Landeshauptstadt Kiel aufgelistet (Stand: 16. Juni 2025).
Die Bodendenkmale sind in der Liste der Bodendenkmale in Kiel aufgeführt.

## Legende
In den Spalten befinden sich folgende Informationen:
- Objekt-ID: die Nummer des Kulturdenkmales
- Lage: die Adresse des Kulturdenkmales und die geographischen Koordinaten. Kartenansicht, um Koordinaten zu setzen. In der Kartenansicht sind Kulturdenkmale ohne Koordinaten mit einem roten Marker dargestellt und können in der Karte gesetzt werden. Kulturdenkmale ohne Bild sind mit einem blauen Marker gekennzeichnet, Kulturdenkmale mit Bild mit einem grünen Marker.
- Offizielle Bezeichnung: Bezeichnung des Kulturdenkmales
- Beschreibung: die Beschreibung des Kulturdenkmales
- Bild: ein Bild des Kulturdenkmales

## Sachgesamtheiten
| Objekt-ID      | Lage                                               | Offizielle Bezeichnung | Beschreibung | Bild                             |
| -------------- | -------------------------------------------------- | ---------------------- | --- | -------------------------------- |
| 40599 Wikidata | Schillerstraße 26-27 (54° 19′ 50″ N, 10° 7′ 26″ O) | Lutherkirche           | Aktualisierung vorgesehen - Begründung: geschichtlich, künstlerisch, städtebaulich - Schutzumfang: Lutherkirche, Kirchturm, Pastorat, Küsterhaus | weitere Fotos \| Fotos hochladen |

## Mehrheit von baulichen Anlagen
| Objekt-ID      | Lage | Offizielle Bezeichnung                                               | Beschreibung | Bild |
| -------------- | --- | -------------------------------------------------------------------- | --- | --- |
| 47665          | Eckernförder Straße 97-101, 103 -105, 111-113, Eichendorffstraße 1, 2 (54° 19′ 46″ N, 10° 6′ 57″ O) | Wohnbebauung Eckernförder Straße 97-113/Eichendorfstraße 1-2         | Mietwohnungshausgruppe Eckernförder Straße; 1926/27, städtisches Hochbau- und Siedlungsamt; Gruppe von drei zweigeschossigen Backsteinzeilenbauten unter ausgebauten Walmdächern; historische Grundstückeinfriedungen - Begründung: geschichtlich, künstlerisch, städtebaulich - Schutzumfang: Mehrfamilienhaus mit Einfriedung (Eckernförderstraße 97-101), Mehrfamilienhaus (Eckernförder Straße, Eichendorffstraße 1), Mehrfamilienhaus mit Vorgartenmauer (Eckernförder Straße 111- 113, Eichendorffstraße 2) | BW |
| 47838          | Eckernförder Straße 76, Herderstraße 12 (54° 19′ 39″ N, 10° 7′ 10″ O) | Mietwohnungshäuser Eckernförder Straße 76/Herderstraße 12            | Mietwohnungshäuser Eckernförder Straße/Herderstraße; 1906-1908; zwei viergeschossige Putzbauten unter Walm- bzw. Mansarddach, Fassaden mit Erkern, Ziergiebeln und Stuckaturen ausgestaltet - Begründung: geschichtlich, städtebaulich - Schutzumfang: Wohn- und Geschäftshaus (Eckernförder Straße 76), Mietwohnungshaus mit Einfriedung (Herderstraße 12) | BW |
| 39893          | Eichendorffstraße 3-5, 8-10, 9- 11, 12-14, 15, 16-20, 19-21, 22- 24, 23-25, 26-28, 27-29, 30-32, 31-33, 34-36, 35-39, 38-40, 41- 43, 42-44, 45-47, 46-48, 49-51, 50-52, 53-55, 54-56, 57, 58-60, Uhlandstraße 2, 3-5, 4, 7, 10, Uhlandstraße 6-8 (54° 19′ 41″ N, 10° 6′ 47″ O) | Wohnbebauung Eichendorffstraße/Uhlandstraße                          | Wohnbebauung Eichendorffstraße/Uhlandstraße, um 1925; vorwiegend zweigeschossige traufständige Doppelhäuser in rotem Backstein/Klinker und mit rot gedeckten Ziegeldächern, verbreitet Eingänge an den Schmalseiten, Standerker und Holzsprossenfenster, vielfältige Gestaltungselemente - Begründung: geschichtlich, künstlerisch, städtebaulich - Schutzumfang: Wohnhaus (Eichendorffstraße 15, 57), Doppelwohnhaus (Eichendorffstraße 3-5, 8-10, 9-11, 12-14, 22-24 mit Einfriedung, 23- 25, 26-28, 27-29, 30-32, 31-33, 34-36, 38-40, 41-43, 42-44, 45-47, 46 -48, 49-51, 50-52, 53-55, 54-56, 58-60, Uhlandstraße 3-5, 6-8, Doppelhaushälfte (Uhlandstraße 2, 4), Mehrfamilienhaus (Eichendorffstraße 16-20, 19-21, 35-39, Uhlandstraße 7), Einfamilienhaus (Uhlandstraße 10) | [[Vorlage:Bilderwunsch/code!/O:Wohnbebauung Eichendorffstraße/Uhlandstraße!/C:54.328,10.113!/D:Eichendorffstraße 3-5, 8-10, 9- 11, 12-14, 15, 16-20, 19-21, 22- 24, 23-25, 26-28, 27-29, 30-32, 31-33, 34-36, 35-39, 38-40, 41- 43, 42-44, 45-47, 46-48, 49-51, 50-52, 53-55, 54-56, 57, 58-60, Uhlandstraße 2, 3-5, 4, 7, 10, Uhlandstraße 6-8, Wohnbebauung Eichendorffstraße/Uhlandstraße!/\|BW]] |
| 47797          | Herderstraße 3, 5, 7 (54° 19′ 38″ N, 10° 7′ 13″ O) | Mietwohnungshäuser Herderstraße 3-7                                  | Mietwohnungshäuser Herderstraße; um 1905; drei viergeschossige Putz- und Backsteinbauten unter Kieler Dächern, mittige übergiebelte Kastenerker mit flankierenden Balkonen, Einfriedungen - Begründung: geschichtlich, städtebaulich - Schutzumfang: Mietwohnungshäuser Herderstraße 3 (mit Einfriedung), 5 (mit Einfriedung), 7 | BW |
| 41616          | Jahnstraße 8, 10, 12, 14, Goethestraße 22 (54° 19′ 49″ N, 10° 7′ 35″ O) | Mietwohnungshäuser Jahnstraße 8-14/Goethestraße 22                   | Mietwohnhäuser Jahnstraße/Goethestraße; 1901-1903; vier- bis fünfgeschossige Mietwohnungshäuser in Putz und Backstein unter ausgebauten Dächern, Fassaden durch Erker und Giebel rhythmisiert, historistische Putzzier - Begründung: geschichtlich, städtebaulich - Schutzumfang: Mietwohnungshäuser (Goethestraße 22, Jahnstraße 10, 12, 14), Wohn- und Geschäftshaus (Jahnstraße 8), Turnhalle (Jahnstraße 8a) | Fotos hochladen |
| 47841 Wikidata | Kronshagener Weg 59, 61, 63, 65, Metzstraße 46, Westring 242 (54° 19′ 28″ N, 10° 6′ 52″ O) | Mietwohnungshäuser Kronshagener Weg 59-65/Metzstraße 46/Westring 242 | Mietwohnungshäuser Kronshagener Weg; 1906/07; Bautengruppe von vier viergeschossigen Backsteinmietwohnungshäusern unter ausgebauten Dächern, verklammert von 2 fünfgeschossigen Eckbauten in Putz, Fassaden aufgelockert durch unterschiedlich gestaltete Erker und Giebel, die Eckbauten mit Ecktürmen, zurückhaltende figürliche und ornamentale Stuckaturen - Begründung: geschichtlich, städtebaulich - Schutzumfang: Wohn- und Geschäftshäuser (Kronshagener Weg 59, Westring 242); Mietwohnungshäuser (Kronshagener Weg 61, 63, 65; Metzstraße 46) | weitere Fotos \| Fotos hochladen |
| 47291          | Metzstraße 50-54, 50-60, 56, 58, 60 (54° 19′ 24″ N, 10° 6′ 50″ O) | Mietwohnungshäuser Metzstraße 50-60                                  | Mietwohnungshausgruppe Metzstraße; 1907 u. 1934/35, Stadtbauräte Linde und Schroeder; viergeschossige Backsteinbauten unter Walm- und Satteldächern, Fronten durch übergiebelte Treppenhausrisalite rhythmisiert; Säuleneichen - Begründung: geschichtlich, städtebaulich - Schutzumfang: Mietwohnungshäuser Metzstraße 50-54, 56, 58, 60; Säuleneichen | BW |

## Bauliche Anlagen und Gründenkmale
| Objekt-ID      | Lage                                                      | Offizielle Bezeichnung                     | Beschreibung | Bild                             |
| -------------- | --------------------------------------------------------- | ------------------------------------------ | --- | -------------------------------- |
| 10593          | Arndtplatz 3 (54° 19′ 31″ N, 10° 7′ 20″ O)                | Mietwohnungshaus                           | Alteintragung (Aktualisierung vorgesehen) - Begründung: Alteintragung (Aktualisierung vorgesehen) - Schutzumfang: Alteintragung (Aktualisierung vorgesehen) - Denkmaltyp: Bauliche Anlage | Fotos hochladen                  |
| 20664          | Arndtplatz 5 (54° 19′ 31″ N, 10° 7′ 19″ O)                | Mietwohnungshaus                           | Alteintragung (Aktualisierung vorgesehen) - Begründung: Alteintragung (Aktualisierung vorgesehen) - Schutzumfang: Alteintragung (Aktualisierung vorgesehen) - Denkmaltyp: Bauliche Anlage | Fotos hochladen                  |
| 11411          | Eckernförder Straße 68 (54° 19′ 36″ N, 10° 7′ 12″ O)      | Wohn- und Geschäftshaus                    | Wohn- und Geschäftshaus; 1906, Baugeschäft Richard Stelting; viergeschossiger Putz- und Klinkerbau unter Kieler Dach, Fassade mit zweiachsigem, von Balkonen flankiertem Kastenerker, reiche Jugendstilornamentik - Begründung: geschichtlich, städtebaulich - Schutzumfang: gesamtes Objekt - Denkmaltyp: Bauliche Anlage | BW                               |
| 11409          | Eckernförder Straße 89 (54° 19′ 39″ N, 10° 7′ 6″ O)       | Mietwohnungshaus                           | Mietwohnungshaus; 1904, Baugeschäft H. N. Popp; viergeschossiger Putzbau unter ausgebautem Satteldach, breit gelagerte, symmetrische Fassade, Achsen durch Erker und Giebel unterschiedlich betont; Einfriedung - Begründung: geschichtlich, städtebaulich - Schutzumfang: Mietwohnungshaus, Einfriedung - Denkmaltyp: Bauliche Anlage | BW                               |
| 11405          | Eckernförder Straße 111–113 (54° 19′ 48″ N, 10° 6′ 55″ O) | Mehrfamilienhaus                           | Mehrfamilienhaus; 1927, Architekt Ernst Stoffers; zweigeschossiger Backsteinbau, der Formgebung des Neuen Bauens nahestehend, Ecken als flache gerundete Risalite, horizontale Fenster- und Backsteinbänder; Backsteineinfriedung - Begründung: geschichtlich, städtebaulich - Schutzumfang: Mehrfamilienhaus, Vorgartenmauer - Denkmaltyp: Bauliche Anlage, Mehrheit von baulichen Anlagen: Wohnbebauung Eckernförder Straße 97-113/Eichendorfstraße 1-2             | Fotos hochladen                  |
| 11401          | Eichendorffstraße 2 (54° 19′ 47″ N, 10° 6′ 56″ O)         | Mehrfamilienhaus                           | Mehrfamilienhaus; 1927, Architekt Ernst Stoffers; zweigeschossiger Backsteinbau, der Formgebung des Neuen Bauens nahestehend, Ecken als flache gerundete Risalite, horizontale Fenster- und Backsteinbänder; Backsteineinfriedung - Begründung: geschichtlich, künstlerisch, städtebaulich - Schutzumfang: gesamtes Objekt - Denkmaltyp: Bauliche Anlage, Mehrheit von baulichen Anlagen: Wohnbebauung Eckernförder Straße 97-113/Eichendorfstraße 1-2                | Fotos hochladen                  |
| 23954          | Eichendorffstraße 2 (54° 19′ 47″ N, 10° 6′ 56″ O)         | Vorgartenmauer                             | Alteintragung (Aktualisierung vorgesehen) - Begründung: - Schutzumfang: Alteintragung (Aktualisierung vorgesehen) - Denkmaltyp: Bauliche Anlage | BW                               |
| 8657           | Eichendorffstraße 15 (54° 19′ 43″ N, 10° 6′ 51″ O)        | Wohnhaus                                   | Wohnhaus; 1925 von O. Grabbe für Heimstätte Schleswig-Holstein errichtet; zweigeschossiger Rotsteinbau, gegliederte Fassaden mit Eckrustizierungen, expressionistisch gestaltetem Hauseingang, Standerker und überkragendem Walmdach mit halbkreisförmigen Gauben - Begründung: geschichtlich, künstlerisch, städtebaulich - Schutzumfang: gesamtes Objekt - Denkmaltyp: Bauliche Anlage, Mehrheit von baulichen Anlagen: Wohnbebauung Eichendorffstraße/Uhlandstraße | Fotos hochladen                  |
| 10094          | Eichendorffstraße 22–24 (54° 19′ 43″ N, 10° 6′ 50″ O)     | Doppelwohnhaus                             | Doppelwohnhaus; 1925/26, Architekt Arnold Bruhn; zweigeschossiges Backsteinhaus mit Walmdach und zwei Zwerchgiebeln, Backsteinbänder und Zierelemente, zweiläufige Treppenanlagen, Einfriedung (Ez) mit Backsteinpfeilern und Lattenzaun - Begründung: geschichtlich, künstlerisch, städtebaulich - Schutzumfang: Doppelwohnhaus, Einfriedung - Denkmaltyp: Bauliche Anlage, Mehrheit von baulichen Anlagen: Wohnbebauung Eichendorffstraße/Uhlandstraße              | Fotos hochladen                  |
| 23837          | Eichendorffstraße 34–36 (54° 19′ 41″ N, 10° 6′ 46″ O)     | Doppelwohnhaus                             | Doppelwohnhaus, 1924–25 freistehend als eingeschossiger traufständiger Backsteinbau mit ausgebautem Mansard-Kurzwalmdach - Begründung: geschichtlich, städtebaulich - Schutzumfang: gesamtes Äußeres - Denkmaltyp: Bauliche Anlage, Mehrheit von baulichen Anlagen: Wohnbebauung Eichendorffstraße/Uhlandstraße | BW                               |
| 41586          | Eichendorffstraße 45–47 (54° 19′ 37″ N, 10° 6′ 43″ O)     | Doppelwohnhaus                             | Doppelwohnhaus; 1926/27, Ewaldt Klatt; zweigeschossiger Klinkerbau, flache Risalite und polygonale Fenstererker, Klinkerornamentik, geschwungenes Walmdach - Begründung: geschichtlich, künstlerisch, städtebaulich - Schutzumfang: gesamtes Objekt - Denkmaltyp: Bauliche Anlage, Mehrheit von baulichen Anlagen: Wohnbebauung Eichendorffstraße/Uhlandstraße | BW                               |
| 22058          | Eichhofstraße 12 (54° 19′ 59″ N, 10° 6′ 36″ O)            | Portal und Toranlage                       | Alteintragung (Aktualisierung vorgesehen) - Begründung: Alteintragung (Aktualisierung vorgesehen) - Schutzumfang: Alteintragung (Aktualisierung vorgesehen) - Denkmaltyp: Bauliche Anlage | Fotos hochladen                  |
| 11396          | Eichhofstraße 14 (54° 19′ 59″ N, 10° 6′ 35″ O)            | Wohn- und Geschäftshaus mit Torbau         | Alteintragung (Aktualisierung vorgesehen) - Begründung: Alteintragung (Aktualisierung vorgesehen) - Schutzumfang: Alteintragung (Aktualisierung vorgesehen) - Denkmaltyp: Bauliche Anlage | Fotos hochladen                  |
| 11392 Wikidata | Eichhofstraße 48–52 (54° 20′ 7″ N, 10° 6′ 25″ O)          | Alter Urnenfriedhof                        | Alteintragung (Aktualisierung vorgesehen) - Begründung: geschichtlich, künstlerisch - Schutzumfang: gesamtes Objekt - Denkmaltyp: Gründenkmal | weitere Fotos \| Fotos hochladen |
| 27896          | Eichhofstraße 48–52 (54° 20′ 6″ N, 10° 6′ 20″ O)          | Kastanienallee (Formschnitt)               | Alteintragung (Aktualisierung vorgesehen) - Begründung: geschichtlich, städtebaulich - Schutzumfang: gesamtes Objekt - Denkmaltyp: Gründenkmal | Fotos hochladen                  |
| 11394          | Eichhofstraße 48 (54° 20′ 5″ N, 10° 6′ 19″ O)             | Pförtnerwohnhaus                           | Alteintragung (Aktualisierung vorgesehen) - Begründung: Alteintragung (Aktualisierung vorgesehen) - Schutzumfang: Alteintragung (Aktualisierung vorgesehen) - Denkmaltyp: Bauliche Anlage | Fotos hochladen                  |
| 11393          | Eichhofstraße 50 (54° 20′ 5″ N, 10° 6′ 18″ O)             | Gärtnerwohnhaus                            | Alteintragung (Aktualisierung vorgesehen) - Begründung: Alteintragung (Aktualisierung vorgesehen) - Schutzumfang: Alteintragung (Aktualisierung vorgesehen) - Denkmaltyp: Bauliche Anlage | Fotos hochladen                  |
| 11391 Wikidata | Eichhofstraße 52 (54° 20′ 5″ N, 10° 6′ 16″ O)             | Krematorium                                | Alteintragung (Aktualisierung vorgesehen) - Begründung: Alteintragung (Aktualisierung vorgesehen) - Schutzumfang: Alteintragung (Aktualisierung vorgesehen) - Denkmaltyp: Bauliche Anlage | weitere Fotos \| Fotos hochladen |
| 11460          | Geibelallee 9 (54° 19′ 36″ N, 10° 6′ 51″ O)               | Mietwohnungshaus                           | Alteintragung (Aktualisierung vorgesehen) - Begründung: Alteintragung (Aktualisierung vorgesehen) - Schutzumfang: Alteintragung (Aktualisierung vorgesehen) - Denkmaltyp: Bauliche Anlage | Fotos hochladen                  |
| 11459          | Geibelallee 10–10 b (54° 19′ 37″ N, 10° 6′ 49″ O)         | Reihenhauszeile                            | Reihenhauszeile; 1924, Architekt Hans Petersen; zweigeschossiger Backsteinbau mit Walmdach drei separate Wohneinheiten, halbrunder Erker, ädikulaartig gerahmter Hauseingang, großzügige Treppenanlage, Feldsteineinfriedung - Begründung: geschichtlich, städtebaulich - Schutzumfang: Reihenhauszeile, Einfriedung - Denkmaltyp: Bauliche Anlage | BW                               |
| 11458          | Geibelplatz 1 (54° 19′ 37″ N, 10° 6′ 57″ O)               | Wohnblock                                  | Alteintragung (Aktualisierung vorgesehen) - Begründung: Alteintragung (Aktualisierung vorgesehen) - Schutzumfang: Alteintragung (Aktualisierung vorgesehen) - Denkmaltyp: Bauliche Anlage | Fotos hochladen                  |
| 11552          | Goethestraße 30 (54° 19′ 54″ N, 10° 7′ 31″ O)             | Wohn- und Geschäftshaus                    | Wohn- und Geschäftshaus; 1901/02, Maurermeister H. Lassen; fünfgeschossiger Putzbau auf spitzwinkligem Grundriss unter ausgebautem Satteldach, Gebäudekante als überhöhter Turm gestaltet - Begründung: geschichtlich, städtebaulich - Schutzumfang: gesamtes Objekt - Denkmaltyp: Bauliche Anlage | BW                               |
| 11571          | Hasseldieksdammer Weg 44 (54° 19′ 17″ N, 10° 6′ 46″ O)    | Mietwohnungshaus                           | Mietwohnungshaus; 1906, Entwurf Johann Theede; fünfgeschossiger traufständiger Backsteinbau unter Satteldach, breiter Kastenerker mit Putzdekor unter geschweiftem Giebel - Begründung: geschichtlich, städtebaulich - Schutzumfang: gesamtes Objekt - Denkmaltyp: Bauliche Anlage | BW                               |
| 11700          | Hebbelstraße 15 (54° 19′ 52″ N, 10° 7′ 21″ O)             | Mietwohnungshaus                           | Mietwohnungshaus; 1927/28, städtisches Hochbau- und Siedlungsamt nach Entwurf des Architekten Schultes; viergeschossiger, traufenständiger Backsteinbau mit Satteldach, Fassade von breiten dunkleren Klinkerbändern geziert - Begründung: geschichtlich, städtebaulich - Schutzumfang: gesamtes Äußeres - Denkmaltyp: Bauliche Anlage | BW                               |
| 11627          | Jahnstraße 8 (54° 19′ 50″ N, 10° 7′ 37″ O)                | Wohn- und Geschäftshaus                    | Wohn- und Geschäftshaus; 1902/03, Maurermeister Carl Scheel; fünfgeschossiger Putzbau unter Satteldach, Fassade von Polygonalerkern strukturiert; kunstvolle Tordurchfahrt mit individueller Bauzier - Begründung: geschichtlich, künstlerisch, städtebaulich - Schutzumfang: gesamtes Objekt - Denkmaltyp: Bauliche Anlage, Mehrheit von baulichen Anlagen: Mietwohnungshäuser Jahnstraße 8-14/Goethestraße 22                                                       | BW                               |
| 11623          | Jahnstraße 14 (54° 19′ 49″ N, 10° 7′ 34″ O)               | Mietwohnungshaus                           | Mietwohnungshaus; 1901/02, Baugeschäft Carl Amelow; fünfgeschossiger verputzter Eckbau unter Kieler Dach, Gebäudekante durch Erkerturm aufgelöst, gotisierender Dekor - Begründung: geschichtlich, städtebaulich - Schutzumfang: gesamtes Objekt - Denkmaltyp: Bauliche Anlage, Mehrheit von baulichen Anlagen: Mietwohnungshäuser Jahnstraße 8-14/Goethestraße 22 | BW                               |
| 11615          | Jungfernstieg 44 (54° 19′ 30″ N, 10° 7′ 19″ O)            | Wohn- und Geschäftshaus                    | Alteintragung (Aktualisierung vorgesehen) - Begründung: - Schutzumfang: Alteintragung (Aktualisierung vorgesehen) - Denkmaltyp: Bauliche Anlage | Fotos hochladen                  |
| 3224 Wikidata  | Knooper Weg 63 (54° 19′ 34″ N, 10° 7′ 37″ O)              | Humboldt-Schule                            | Alteintragung (Aktualisierung vorgesehen) - Begründung: geschichtlich, wissenschaftlich, städtebaulich - Schutzumfang: Alteintragung (Aktualisierung vorgesehen) - Denkmaltyp: Bauliche Anlage | weitere Fotos \| Fotos hochladen |
| 11842          | Knooper Weg 99–103 (54° 19′ 47″ N, 10° 7′ 42″ O)          | Post- und Fernmeldeamt                     | Post und Fernmeldeamt; 1939/1950–52, Oberpostbaurat Albert Lindberg; langgestreckter drei- bis viergeschossiger Backsteinriegelbau unter Walmdach mit turmartigem jüngerem Kopfbau zum Lessingplatz - Begründung: geschichtlich, städtebaulich - Schutzumfang: gesamtes Objekt - Denkmaltyp: Bauliche Anlage | BW                               |
| 10128          | Knooper Weg 109 (54° 19′ 51″ N, 10° 7′ 40″ O)             | Wohn- und Geschäftshaus                    | Wohn- und Geschäftshaus; 1901–02 errichtet durch Baugeschäft Popp; viergeschossiger Backsteinbau in Ecklage mit Stuckelementen, Eckturm - Begründung: geschichtlich, städtebaulich - Schutzumfang: gesamtes Objekt - Denkmaltyp: Bauliche Anlage | BW                               |
| 11900          | Kronshagener Weg 41 (54° 19′ 24″ N, 10° 7′ 6″ O)          | Transformatorenhaus                        | Alteintragung (Aktualisierung vorgesehen) - Begründung: Alteintragung (Aktualisierung vorgesehen) - Schutzumfang: Alteintragung (Aktualisierung vorgesehen) - Denkmaltyp: Bauliche Anlage | Fotos hochladen                  |
| 22068          | Kronshagener Weg 69–71 (54° 19′ 29″ N, 10° 6′ 47″ O)      | Wohnblock                                  | Alteintragung (Aktualisierung vorgesehen) - Begründung: Alteintragung (Aktualisierung vorgesehen) - Schutzumfang: Alteintragung (Aktualisierung vorgesehen) - Denkmaltyp: Bauliche Anlage | Fotos hochladen                  |
| 9565 Wikidata  | Langenbeckstraße 65 (54° 19′ 24″ N, 10° 6′ 21″ O)         | Friedrich-Junge-Schule                     | Alteintragung (Aktualisierung vorgesehen) - Begründung: geschichtlich, wissenschaftlich, künstlerisch - Schutzumfang: gesamtes Objekt - Denkmaltyp: Bauliche Anlage | weitere Fotos \| Fotos hochladen |
| 8841 Wikidata  | Lessingplatz 1 (54° 19′ 43″ N, 10° 7′ 36″ O)              | Lessingbad                                 | Die Schwimmhalle wurde 2008 stillgelegt. Anschließend erfolgte eine vollständige Sanierung des Gebäudes. Aus der Schwimmhalle entstand eine Kindertagesstätte und eine Sporthalle. Alteintragung (Aktualisierung vorgesehen) - Begründung: künstlerisch, städtebaulich - Schutzumfang: gesamtes Objekt - Denkmaltyp: Bauliche Anlage | weitere Fotos \| Fotos hochladen |
| 12021          | Schillerstraße 1 (54° 19′ 33″ N, 10° 7′ 18″ O)            | Mietwohnungshaus                           | Mietwohnungshaus; 1906, Architekt Georg Heimann; viergeschossiger Rotsteinbau mit reicher historisierender Putz- und Natursteinornamentik, zweiachsiger Mittelrisalit auf Säulenarkade; im Innern bauzeitliche Ausstattung - Schutzumfang: Mietwohnungshaus - Begründung: Geschichtlich, Künstlerisch, Städtebaulich | BW                               |
| 11276          | Schillerstraße 2 (54° 19′ 34″ N, 10° 7′ 17″ O)            | Mietwohnungshaus                           | Alteintragung (Aktualisierung vorgesehen) - Begründung: Alteintragung (Aktualisierung vorgesehen) - Schutzumfang: Alteintragung (Aktualisierung vorgesehen) - Denkmaltyp: Bauliche Anlage | Fotos hochladen                  |
| 12020          | Schillerstraße 4 (54° 19′ 35″ N, 10° 7′ 16″ O)            | Mietwohnungshaus                           | Alteintragung (Aktualisierung vorgesehen) - Begründung: Alteintragung (Aktualisierung vorgesehen) - Schutzumfang: Alteintragung (Aktualisierung vorgesehen) - Denkmaltyp: Bauliche Anlage | Fotos hochladen                  |
| 12019          | Schillerstraße 5 (54° 19′ 36″ N, 10° 7′ 16″ O)            | Mietwohnungshaus                           | Mietwohnungshaus; 1906, Architekten Braack & Cornils; viergeschossiger Rotsteinbau mit reicher historisierender Putz- und Natursteinornamentik, zweiachsiger Mittelrisalit auf Säulenarkade - Schutzumfang: Mietwohnungshaus - Begründung: Geschichtlich, Künstlerisch, Städtebaulich - Denkmaltyp: Bauliche Anlage | Fotos hochladen                  |
| 12018          | Schillerstraße 6 (54° 19′ 36″ N, 10° 7′ 15″ O)            | Mietwohnungshaus                           | Alteintragung (Aktualisierung vorgesehen) - Begründung: Alteintragung (Aktualisierung vorgesehen) - Schutzumfang: Alteintragung (Aktualisierung vorgesehen) - Denkmaltyp: Bauliche Anlage | Fotos hochladen                  |
| 13802          | Schillerstraße 7 (54° 19′ 37″ N, 10° 7′ 15″ O)            | Mietwohnungshaus                           | Alteintragung (Aktualisierung vorgesehen) - Begründung: Alteintragung (Aktualisierung vorgesehen) - Schutzumfang: Alteintragung (Aktualisierung vorgesehen) - Denkmaltyp: Bauliche Anlage | Fotos hochladen                  |
| 13803          | Schillerstraße 8 (54° 19′ 38″ N, 10° 7′ 15″ O)            | Mietwohnungshaus                           | Alteintragung (Aktualisierung vorgesehen) - Begründung: Alteintragung (Aktualisierung vorgesehen) - Schutzumfang: Alteintragung (Aktualisierung vorgesehen) - Denkmaltyp: Bauliche Anlage | Fotos hochladen                  |
| 13804          | Schillerstraße 9 (54° 19′ 38″ N, 10° 7′ 15″ O)            | Mietwohnungshaus                           | Alteintragung (Aktualisierung vorgesehen) - Begründung: Alteintragung (Aktualisierung vorgesehen) - Schutzumfang: Alteintragung (Aktualisierung vorgesehen) - Denkmaltyp: Bauliche Anlage | Fotos hochladen                  |
| 13805          | Schillerstraße 11 (54° 19′ 40″ N, 10° 7′ 15″ O)           | Mietwohnungshaus                           | Alteintragung (Aktualisierung vorgesehen) - Begründung: Alteintragung (Aktualisierung vorgesehen) - Schutzumfang: Alteintragung (Aktualisierung vorgesehen) - Denkmaltyp: Bauliche Anlage | Fotos hochladen                  |
| 12017          | Schillerstraße 12 (54° 19′ 41″ N, 10° 7′ 15″ O)           | Mietwohnungshaus                           | Alteintragung (Aktualisierung vorgesehen) - Begründung: Alteintragung (Aktualisierung vorgesehen) - Schutzumfang: Alteintragung (Aktualisierung vorgesehen) - Denkmaltyp: Bauliche Anlage | Fotos hochladen                  |
| 12016          | Schillerstraße 13 (54° 19′ 41″ N, 10° 7′ 15″ O)           | Mietwohnungshaus                           | Alteintragung (Aktualisierung vorgesehen) - Begründung: Alteintragung (Aktualisierung vorgesehen) - Schutzumfang: Alteintragung (Aktualisierung vorgesehen) - Denkmaltyp: Bauliche Anlage | Fotos hochladen                  |
| 12012          | Schillerstraße 26–27 (54° 19′ 51″ N, 10° 7′ 26″ O)        | Pastorat                                   | Alteintragung (Aktualisierung vorgesehen) - Begründung: geschichtlich, künstlerisch, städtebaulich - Schutzumfang: Alteintragung (Aktualisierung vorgesehen) - Denkmaltyp: Bauliche Anlage, Sachgesamtheit: Lutherkirche | Fotos hochladen                  |
| 12013          | Schillerstraße 26–27 (54° 19′ 50″ N, 10° 7′ 26″ O)        | Küsterhaus                                 | Alteintragung (Aktualisierung vorgesehen) - Begründung: geschichtlich, künstlerisch, städtebaulich - Schutzumfang: Alteintragung (Aktualisierung vorgesehen) - Denkmaltyp: Bauliche Anlage, Sachgesamtheit: Lutherkirche | Fotos hochladen                  |
| 12014 Wikidata | Schillerstraße 26–27 (54° 19′ 49″ N, 10° 7′ 25″ O)        | Lutherkirche                               | Alteintragung (Aktualisierung vorgesehen) - Begründung: geschichtlich, künstlerisch, städtebaulich - Schutzumfang: Lutherkirche, Kirchturm - Denkmaltyp: Bauliche Anlage, Sachgesamtheit: Lutherkirche | weitere Fotos \| Fotos hochladen |
| 3173           | Schrevenpark (54° 19′ 35″ N, 10° 7′ 26″ O)                | Freiplastik „Schlummernde“                 | Die Skulptur wurde 1911 von Richard Engelmann geschaffen und 2002 im Schrevenpark aufgestellt. Alteintragung (Aktualisierung vorgesehen) - Begründung: Alteintragung (Aktualisierung vorgesehen) - Schutzumfang: Alteintragung (Aktualisierung vorgesehen) - Denkmaltyp: Bauliche Anlage | weitere Fotos \| Fotos hochladen |
| 10895 Wikidata | Schrevenpark (54° 19′ 44″ N, 10° 7′ 28″ O)                | Schrevenpark                               | Alteintragung (Aktualisierung vorgesehen) - Begründung: geschichtlich, städtebaulich - Schutzumfang: Schrevenpark, Silberahornkranz, Teich, Rosengarten, Lindenterrasse, Planschbecken, Bouleplatz, Gedenkstein Hurtzig - Denkmaltyp: Gründenkmal | weitere Fotos \| Fotos hochladen |
| 12254          | Spichernstraße 2 (54° 19′ 33″ N, 10° 7′ 1″ O)             | Wohn- und Geschäftshaus                    | Wohn- und Geschäftshaus; 1950, Fritz Kröger; fünfgeschossiger gelber Backsteinbau unter flachem Walmdach, Gebäudekante abgerundet, schlichte Lochfassade, Treppenhausachsen durch Rundfenster hervorgehoben - Begründung: geschichtlich, städtebaulich - Schutzumfang: gesamtes Objekt - Denkmaltyp: Bauliche Anlage | BW                               |
| 3282 Wikidata  | Stephan-Heinzel-Straße 2 (54° 19′ 23″ N, 10° 7′ 18″ O)    | ehem. Arbeitsamt (Amt für Soziale Dienste) | Alteintragung (Aktualisierung vorgesehen) - Begründung: geschichtlich, künstlerisch - Schutzumfang: gesamtes Objekt - Denkmaltyp: Bauliche Anlage | weitere Fotos \| Fotos hochladen |
| 8772           | Uhlandstraße 2 (54° 19′ 40″ N, 10° 6′ 57″ O)              | Doppelhaushälfte                           | Doppelhaushälfte; 1925, Baugeschäft Nörenberg und Feddern; zweigeschossiges Backsteingebäude, Walmdach mit Gauben, Standerker, Eckrustika, seitliche Eingänge mit Freitreppen, 1929 Dachgeschossausbau - Begründung: geschichtlich, künstlerisch, städtebaulich - Schutzumfang: gesamtes Objekt - Denkmaltyp: Bauliche Anlage, Mehrheit von baulichen Anlagen: Wohnbebauung Eichendorffstraße/Uhlandstraße                                                            | Fotos hochladen                  |
| 12065          | Uhlandstraße 4 (54° 19′ 41″ N, 10° 6′ 57″ O)              | Doppelhaushälfte                           | Doppelhaushälfte; 1925, Baugeschäft Nörenberg und Feddern; zweigeschossiges Backsteingebäude, Walmdach mit Gauben, Standerker, Eckrustika, seitliche Eingänge mit Freitreppen, 1929 Dachgeschossausbau - Begründung: geschichtlich, künstlerisch, städtebaulich - Schutzumfang: gesamtes Objekt - Denkmaltyp: Bauliche Anlage, Mehrheit von baulichen Anlagen: Wohnbebauung Eichendorffstraße/Uhlandstraße                                                            | Fotos hochladen                  |
| 51769          | Uhlandstraße 10 (54° 19′ 43″ N, 10° 6′ 54″ O)             | Einfamilienhaus                            | Einfamilienhaus; 1926, Architekten G. Planck, F. Hain; zweigeschossiger Ziegelsteinbau, rot verklinkert, Sprossenfenster, hohes Walmdach mit Gauben, Anbau - Begründung: geschichtlich, künstlerisch, städtebaulich - Schutzumfang: gesamtes Objekt - Denkmaltyp: Bauliche Anlage, Mehrheit von baulichen Anlagen: Wohnbebauung Eichendorffstraße/Uhlandstraße | BW                               |
| 12130          | Weißenburgstraße 38 (54° 19′ 34″ N, 10° 7′ 3″ O)          | Mietwohnungshaus                           | Mietwohnungshaus; 1949/50, Fritz Kröger; fünfgeschossiger Eckbau aus gelbem Backstein unter flachem Walmdach, Gebäudekante abgerundet, Fassade durch Blendfelder und Gesimse strukturiert - Begründung: geschichtlich, städtebaulich - Schutzumfang: gesamtes Objekt - Denkmaltyp: Bauliche Anlage | BW                               |
| 12183          | Westring 201–217 (54° 19′ 19″ N, 10° 6′ 40″ O)            | Wohnblock                                  | Alteintragung (Aktualisierung vorgesehen) - Begründung: Alteintragung (Aktualisierung vorgesehen) - Schutzumfang: Alteintragung (Aktualisierung vorgesehen) - Denkmaltyp: Bauliche Anlage | Fotos hochladen                  |
| 12180          | Westring 219–253 (54° 19′ 26″ N, 10° 6′ 44″ O)            | Wohnblock                                  | Alteintragung (Aktualisierung vorgesehen) - Begründung: Alteintragung (Aktualisierung vorgesehen) - Schutzumfang: Alteintragung (Aktualisierung vorgesehen) - Denkmaltyp: Bauliche Anlage | Fotos hochladen                  |
| 3277           | Westring 259–269 (54° 19′ 35″ N, 10° 6′ 56″ O)            | Wohnblock                                  | Alteintragung (Aktualisierung vorgesehen) - Begründung: Alteintragung (Aktualisierung vorgesehen) - Schutzumfang: Alteintragung (Aktualisierung vorgesehen) - Denkmaltyp: Bauliche Anlage | Fotos hochladen                  |
| 12178          | Westring 271 (54° 19′ 39″ N, 10° 7′ 0″ O)                 | Mietwohnungshaus                           | Mietwohnungshaus; 1927, Richard Janssen; viergeschossiger Backsteinbau unter Walmdach, Fensterzonen und Erker teilweise verputzt, überhöhter flacher Mittelrisalit unter geschulterten Dreiecksgiebeln - Begründung: geschichtlich, städtebaulich - Schutzumfang: gesamtes Objekt - Denkmaltyp: Bauliche Anlage | BW                               |
| 3278           | Westring 288–306 (54° 19′ 45″ N, 10° 7′ 13″ O)            | Altenwohnheim                              | Alteintragung (Aktualisierung vorgesehen) - Begründung: - Schutzumfang: Alteintragung (Aktualisierung vorgesehen) - Denkmaltyp: Bauliche Anlage | Fotos hochladen                  |
| 3279           | Westring 308–322 (54° 19′ 51″ N, 10° 7′ 18″ O)            | Wohnblock                                  | Alteintragung (Aktualisierung vorgesehen) - Begründung: Alteintragung (Aktualisierung vorgesehen) - Schutzumfang: Alteintragung (Aktualisierung vorgesehen) - Denkmaltyp: Bauliche Anlage | Fotos hochladen                  |
| 9854 Wikidata  | Westring 325 (54° 19′ 54″ N, 10° 7′ 15″ O)                | Hauptfeuerwache                            | Alteintragung (Aktualisierung vorgesehen) - Begründung: künstlerisch, städtebaulich - Schutzumfang: gesamtes Objekt - Denkmaltyp: Bauliche Anlage | weitere Fotos \| Fotos hochladen |
| 12156          | Wilhelmplatz 2–2a (54° 19′ 29″ N, 10° 7′ 15″ O)           | ehem. „Klubhaus des Westens“               | Das Gebäude wird von der Niederdeutschen Bühne Kiel als Spielstätte genutzt. Alteintragung (Aktualisierung vorgesehen) - Begründung: geschichtlich, künstlerisch, städtebaulich - Schutzumfang: gesamtes Objekt - Denkmaltyp: Bauliche Anlage | weitere Fotos \| Fotos hochladen |
| 12162          | Wörthstraße 48 (54° 19′ 35″ N, 10° 6′ 53″ O)              | Wohnblock                                  | Alteintragung (Aktualisierung vorgesehen) - Begründung: Alteintragung (Aktualisierung vorgesehen) - Schutzumfang: Alteintragung (Aktualisierung vorgesehen) - Denkmaltyp: Bauliche Anlage | Fotos hochladen                  |
| 11461          | Wörthstraße 56 (54° 19′ 36″ N, 10° 6′ 52″ O)              | Mietwohnungshaus                           | Alteintragung (Aktualisierung vorgesehen) - Begründung: Alteintragung (Aktualisierung vorgesehen) - Schutzumfang: Alteintragung (Aktualisierung vorgesehen) - Denkmaltyp: Bauliche Anlage | Fotos hochladen                  |

## Ehemalige Kulturdenkmale
| Objekt-ID | Lage                                           | Offizielle Bezeichnung | Beschreibung | Bild            |
| --------- | ---------------------------------------------- | ---------------------- | --- | --------------- |
| 12021     | Schillerstraße 1 (54° 19′ 33″ N, 10° 7′ 18″ O) | Mietwohnungshaus       | im Juni 2025 nicht mehr als Kulturdenkmal ausgewiesen - Begründung: Alteintragung (Aktualisierung vorgesehen) - Schutzumfang: Alteintragung (Aktualisierung vorgesehen) - Denkmaltyp: Bauliche Anlage | Fotos hochladen |

1. 1 2  
Richtig müsste es hier heißen: Wörthstraße 50 und 52, siehe Diskussionsseite.

## Quelle
- Liste der Kulturdenkmale in Schleswig-Holstein – Landeshauptstadt Kiel (PDF)

- Karte mit allen Koordinaten:
- OSM |
- WikiMap